# 方玉润

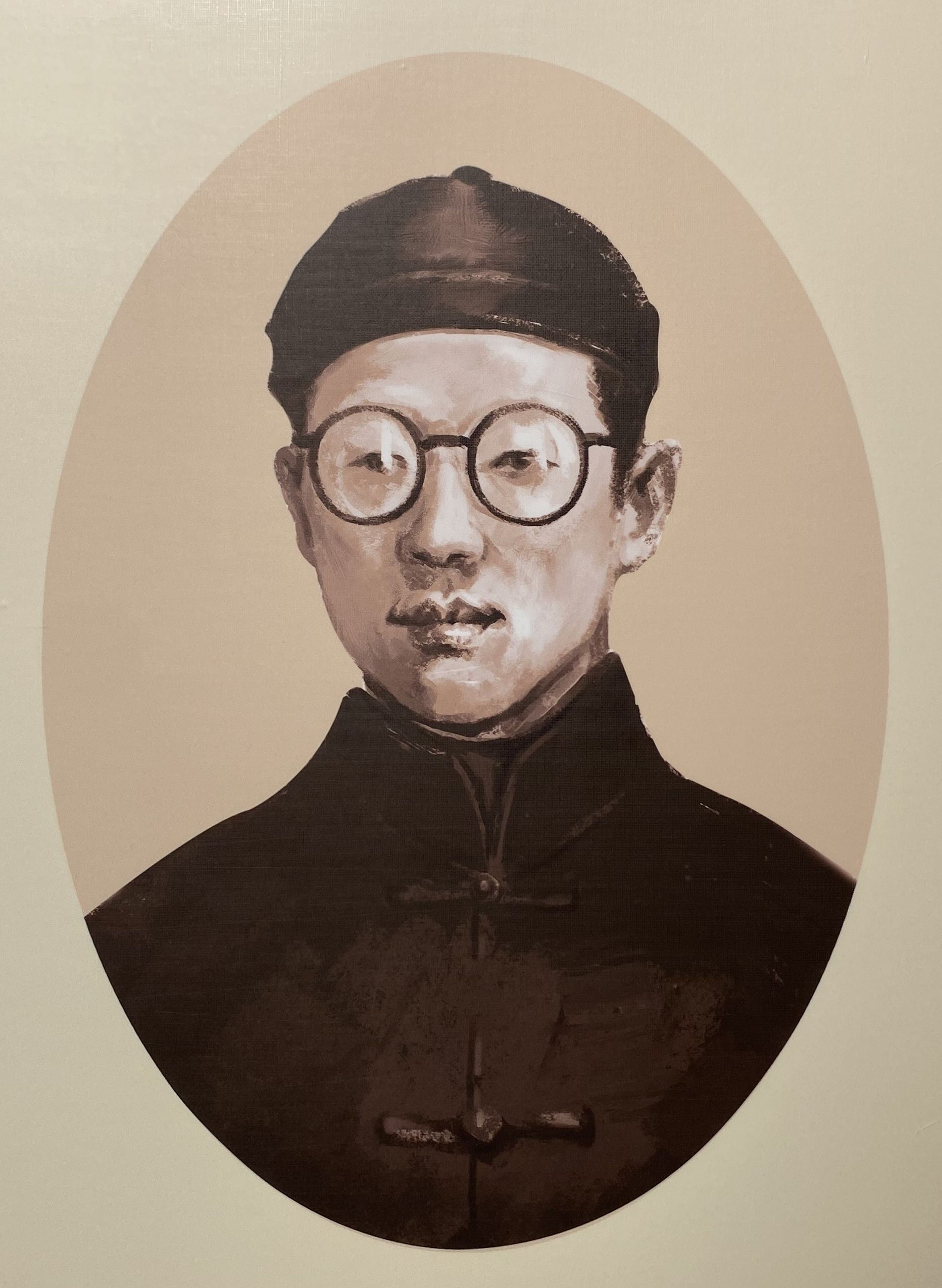
方玉润肖像

方玉润（1811年—1883年），字友石、又字黝石，号鴻濛、鸿蒙子、幻幻子。清朝学者，祖籍四川。

## 生平
清初其家族迁至云南宝宁（今云南省广南县），父方凌瀚。方玉润二十二岁入县学，应试十五次均不第，值得留意的是，其父亦在二十七歲入郡庠，應鄉試十三次仍不第。方玉润性格孤介，咸丰五年（1855年），太平天國兵起，入軍旅，为僧格林沁幕僚，深得僧格林沁赏识，著《运筹神机》（曾国藩应邀鉴定并作跋“题方友石书后”，方玉润同时送给曾国藩鉴定的书稿还有《诗经原始》、《鸿蒙室文钞》）。同治三年（1864年）夏，以軍功值铨选陕西隴州长宁驿（今甘肃张家川回族自治县之马鹿镇东）州同，讲学於五峰书院，著有《诗经原始》，主张摆脱经学观念研究诠释《诗经》，胡適高度重視此書，認為其持論比朱熹有理。
方玉潤晚年生活艰难。光绪九年（1883年）陕西巡抚冯誉骥荐其补任砖坪厅，未就任而卒。葬於陇州城北的开元寺后。另著有《鸿蒙室诗钞》（进士李孟群咸丰六年(1856)序，进士李嘉乐跋）、《鸿蒙室诗文二抄》、《风雨怀人集》等。
为同治二年（1863年）癸亥恩科二甲进士李嘉樂（师从咸丰六年（1856年）丙辰科进士诗人董文焕，曾任同乡李孟羣军营幕僚）的《仿潛齋詩鈔》作序（1859），李嘉樂作诗《呈方友石夫子》、《题友石师春梦词后》。咸豐九年（1859年）己未科进士严辰（咸丰进士）作诗《题方友石詩文集》（载嚴辰《墨花吟舘詩鈔》，1882）。